# Dierdorf
Dierdorf là một đô thị thuộc huyện Neuwied, trong bang Rheinland-Pfalz, phía tây nước Đức. Đô thị Dierdorf có diện tích 31,9 km², dân số thời điểm ngày 31 tháng 12 năm 2006 là 5954 người. Đô thị này tọa lạc ở Westerwald, cự ly khoảng 20 km về phía đông bắc của Neuwied, và 20 km về phía bắc của Koblenz.
Dierdorf là thủ phủ của Verbandsgemeinde ("đô thị tập thể") Dierdorf.